# زیت علیا
زیت علیا روستایی است از توابع بخش مرکزی شهرستان میاندورود در استان مازندران ایران.

## جمعیت
این روستا در دهستان میان‌دورود بزرگ قرار دارد و براساس آخرین سرشماری مرکز آمار ایران در سال ۱۳۸۵ جمعیت آن ۹۰۸نفر (۲۴۷خانوار) بوده‌است. نام این روستا در دوره پهلوی به شاه‌آباد تغییر یافت و پس از انقلاب دوباره به زیت بازگردانده شد.